# Ceprano
Ceprano is een gemeente in de Italiaanse provincie Frosinone (regio Latium) en telt 8312 inwoners (31-12-2004). De oppervlakte bedraagt 38,0 km², de bevolkingsdichtheid is 234 inwoners per km².

## Demografie
Ceprano telt ongeveer 3337 huishoudens. Het aantal inwoners daalde in de periode 1991-2001 met 3,5% volgens cijfers uit de tienjaarlijkse volkstellingen van ISTAT.
| Jaar | Inwoneraantal |
| ---- | ------------- |
| 1991 | 8546          |
| 2001 | 8246          |

## Geografie
De gemeente ligt op ongeveer 105 m boven zeeniveau.
Ceprano grenst aan de volgende gemeenten: Arce, Castro dei Volsci, Falvaterra, Pofi, Ripi, San Giovanni Incarico, Strangolagalli.